# Zvonek (znak)
Zvonek (anglicky bell character, bell code) je řídicí znak obsažený v mnoha kódových sadách, který by měl by vyvolat akustický signál (původně cinknutí zvonku). Znak má původ v dálnopisném provozu, kde sloužil pro upozornění lidské obsluhy na vzdáleném konci linky. Znak zvonku (BELL nebo BEL) je obsažen v Mezinárodní telegrafní abecedě č. 2 z roku 1924, byl však zaveden o něco dříve, pravděpodobně v roce 1915.
Terminály, které nahradily dálnopisné stroje, byly pro zachování zpětné kompatibility vybaveny malým reproduktorem nebo bzučákem, který při příjmu znaku zvonku vydal krátký zvukový signál. Také terminálové emulátory na osobních počítačích obvykle vydají výstražný zvuk (například terminál v operačním systému MacOS přehraje zvuk systémového varování) nebo implementují tichý vizuální zvonek, který způsobí krátké zablikání terminálového okna.

## Reprezentace
V kódování ASCII má znak zvonku kód 7 a je pojmenován „BELL“ nebo „BEL“. Unicode nedává řídicím znakům jména, ale přiřazuje mu alias „ALERT“ a zkratku „BEL“, zatímco jméno „BELL“ je přiřazeno emoji znaku U+1F514 🔔 BELL. Znak zvonku lze obvykle zadat klávesovou kombinací Ctrl+G a může se zobrazovat jako ^G ve stříškové notaci. Unicode obsahuje znaky pro vizuální reprezentaci tohoto znaku: U+2407 ␇ SYMBOL FOR BELL and U+237E ⍾ BELL SYMBOL.
V pětibitových kódech Baudot je BEL reprezentován kódem 11 (0x0B) v registru číslic, v Mezinárodní telegrafní abecedě č. 2 kód 12 (0x0C) v registru číslic, v kódování EBCDIC kód 47 (0x2F).
V programovacím jazyce C (vytvořeném v roce 1972) a v mnoha jazycích, které jazyk C ovlivnil, včetně např. jazyka Python, lze do textového řetězce zapsat znak zvonku pomocí dvojice znaků \a; písmeno 'a' se vysvětluje jako „alert“ nebo „audible“, a bylo použito, protože posloupnost \b již byla použita pro znak Backspace.

## Použití

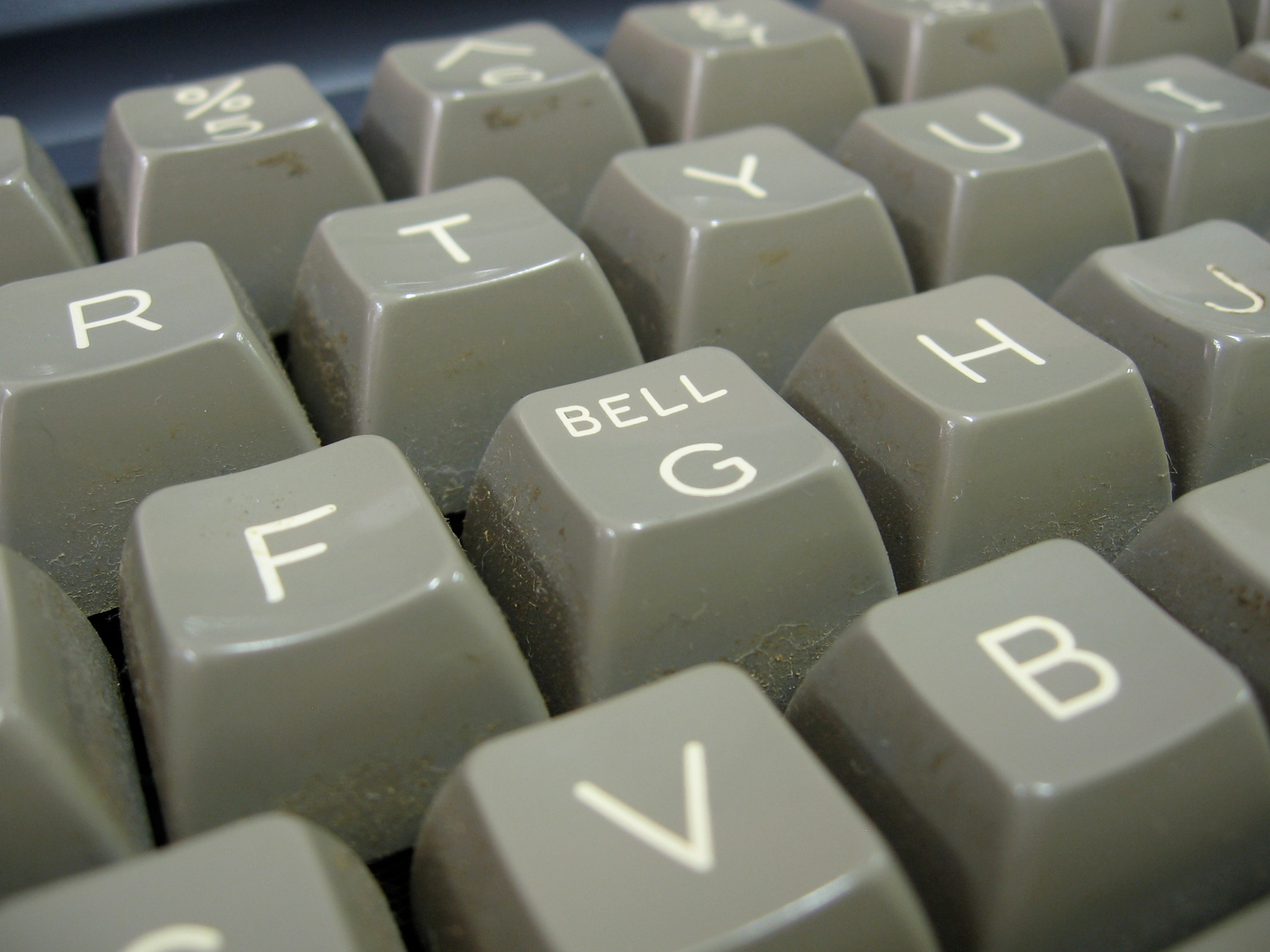
Na klávese přenosného počítače Osborne 1 je vyznačeno, že stisknutí s klávesou dává znak BELL.

Na unixových systémech, v MS-DOSu nebo v Microsoft Windows může uživatel vyvolat signál zvonku zadáním příkazu
```
echo ^G
```

v příkazovém řádku, přičemž znak ^G se vytvoří držením klávesy Ctrl a stisknutím G. V některých místech v Unixu je třeba pro zápis kombinace ^G stisknout Ctrl+V, aby se Ctrl+G neinterpretovalo jako řídicí příkaz.
V prostředích implementujících rozhraní POSIX je k dispozici příkaz printf, ve kterém je možné vypst znak zvonku příkazem
```
printf '\a'
```

V interpretu příkazů Bash shell je možné použít ANSI-C kvótování:
```
echo $'\a'
```

Další možností je použít příkaz Tput, který je dodáván s knihovnou Ncurses dostupnou na většině operačních systémů vycházejících z Unixu nebo Linuxu:
```
 tput bel
```

Programy pro prostředí příkazového řádku mohou vyvolat zvukový signál vypsáním znaku BEL na terminál.
Na moderních systémech znak zvonku nemusí vyvolat zvukový signál, ale může způsobit vizuální indikaci např. zablikání obrazovky nebo neprovést vůbec nic.